# 2 euro commemorativi emessi nel 2012

## Emissione comune
| Immagine | Paese          | Tema                                                                                | Tiratura   | Emissione                   | Disegnatore        |
| --- | -------------- | ----------------------------------------------------------------------------------- | ---------- | --------------------------- | ------------------ |
| | Unione europea | 10º anniversario dell'introduzione in circolazione delle banconote e monete in euro | 90.800.000 | diversa a seconda del Paese | Helmut Andexlinger |
| Descrizione: il simbolo dell'euro al centro della moneta significa che l'euro è divenuto un elemento di particolare rilievo in Europa e nel mondo, man mano che negli ultimi dieci anni si è trasformato in un attore mondiale del sistema monetario internazionale. Gli elementi del disegno intorno al simbolo dell'euro sulla moneta esprimono l'importanza dell'euro per i cittadini, per il mondo finanziario (torre della BCE), per il commercio (navi), per l'industria (fabbriche), per il settore energetico e per la ricerca e lo sviluppo (centrali eoliche). Le iniziali dell'artista (AH) compaiono sotto la raffigurazione della torre della BCE. Il nome o i nomi dei paesi d'emissione nella o nelle lingue nazionali figurano in alto, mentre l'indicazione 2002-2012 si trova in basso. Sull’anello esterno della moneta figurano le 12 stelle della bandiera dell’Unione europea. |                |                                                                                     |            | diversa a seconda del Paese | Helmut Andexlinger |
| | Austria        | REPUBLIK ÖSTERREICH                                                                 | 11.300.000 | 2 gennaio 2012              | Helmut Andexlinger |
| | Belgio         | BE                                                                                  | 5.000.000  | 30 gennaio 2012             | Helmut Andexlinger |
| | Cipro          | ΚΥΠΡΟΣ KIBRIS                                                                       | 1.000.000  | 13 febbraio 2012            | Helmut Andexlinger |
| | Estonia        | EESTI                                                                               | 2.000.000  | 2 gennaio 2012              | Helmut Andexlinger |
| | Finlandia      | SUOMI FINLAND                                                                       | 1.500.000  | 12 gennaio 2012             | Helmut Andexlinger |
| | Francia        | RÉPUBLIQUE FRANÇAISE                                                                | 10.000.000 | 5 gennaio 2012              | Helmut Andexlinger |
| | Germania       | BUNDESREPUBLIK DEUTSCHLAND                                                          | 30.000.000 | 2 gennaio 2012              | Helmut Andexlinger |
| | Grecia         | ΕΛΛΗΝΙΚΗ ΔΗΜΟΚΡΑΤΙΑ                                                                 | 1.000.000  | 2 gennaio 2012              | Helmut Andexlinger |
| | Irlanda        | éire                                                                                | 3.000.000  | 3 gennaio 2012              | Helmut Andexlinger |
| | Italia         | REPUBBLICA ITALIANA                                                                 | 15.000.000 | 20 marzo 2012               | Helmut Andexlinger |
| | Lussemburgo    | LËTZEBUERG (con l'immagine olografica del Granduca Enrico)                          | 500.000    | 13 febbraio 2012            | Helmut Andexlinger |
| | Malta          | MALTA                                                                               | 500.000    | 30 marzo 2012               | Helmut Andexlinger |
| | Paesi Bassi    | NEDERLAND                                                                           | 3.500.000  | 13 febbraio 2012            | Helmut Andexlinger |
| | Portogallo     | PORTUGAL                                                                            | 500.000    | 24 febbraio 2012            | Helmut Andexlinger |
| | Slovacchia     | SLOVENSKO                                                                           | 1.000.000  | 2 gennaio 2012              | Helmut Andexlinger |
| | Slovenia       | SLOVENIJA                                                                           | 1.000.000  | 3 gennaio 2012              | Helmut Andexlinger |
| | Spagna         | ESPAÑA                                                                              | 4.000.000  | 2 gennaio 2012              | Helmut Andexlinger |

## I 2 euro commemorativi emessi
| Immagine | Paese              | Tema | Tiratura   | Emissione        | Disegnatore            |
| --- | ------------------ | --- | ---------- | ---------------- | ---------------------- |
| | Germania           | Presidenza della Baviera al Bundesrat: Castello di Neuschwanstein 7ª moneta della I serie dedicata ai Länder tedeschi | 30.000.000 | 3 febbraio 2012  | Erich Ott              |
| Descrizione: la moneta commemorativa dedicata alla Baviera è stata disegnata da Erich Ott e presenta la veduta più celebre del castello di Neuschwanstein. L'illustrazione mostra la veduta dal lato orientale con la porta in primo piano e le torri e torrette in stile medievale. La panoramica montana dietro il castello è resa in modo mirabile, così come il sito del castello sullo strapiombo che si affaccia sulla romantica Pöllatschlucht. La dicitura «BAYERN» lega l'edificio illustrato, il castello di Neuschwanstein, al Land. Il marchio della zecca corrispondente (A, D, F, G o J) è situato nel cerchio interno a destra e le iniziali dell'incisore figurano nel cerchio interno a sinistra. Sull’anello esterno della moneta figurano le 12 stelle della bandiera dell’Unione europea. Fra le stelle, in basso è riportato il millesimo «2012» e in alto la lettera che indica il paese di emissione «D». |                    | |            |                  |                        |
| | Spagna             | Cattedrale di Burgos 3ª moneta della serie dedicata ai siti spagnoli Patrimonio dell'umanità UNESCO                   | 4.000.000  | 3 febbraio 2012  | Alfonso Morales Muñoz  |
| Descrizione: la moneta raffigura una veduta della cattedrale di Burgos. Il nome del paese di emissione «ESPAÑA» appare in alto a sinistra. Sulla destra sono incisi l'anno «2012» e il marchio della zecca. Sull’anello esterno della moneta figurano le 12 stelle della bandiera dell’Unione europea. |                    | |            |                  |                        |
| | Lussemburgo        | 100º anniversario dalla scomparsa del granduca Guglielmo IV                                                           | 722.000    | 9 febbraio 2012  | Alain Hoffman          |
| Descrizione: la parte interna della moneta reca sulla sinistra l'effigie di Sua Altezza Reale, il Granduca Henri, con lo sguardo rivolto a destra, sovrapposta all'effigie del Granduca Guillaume IV. La scritta «GRANDS-DUCS DE LUXEMBOURG» e la data «2012», affiancata dal marchio e dalle iniziali del direttore della zecca, appaiono sopra le effigi. Sullo sfondo è rappresentato uno scorcio della città di Lussemburgo. I nomi «HENRI» e «GUILLAUME IV», assieme al testo «† 1912», sono riportati sotto le rispettive effigie. Sull’anello esterno della moneta figurano le 12 stelle della bandiera dell’Unione europea. |                    | |            |                  |                        |
| | Belgio             | 75º anniversario del Concorso Regina Elisabetta                                                                       | 5.000.000  | 6 giugno 2012    | Luc Luycx              |
| Descrizione: la parte interna della moneta rappresenta il simbolo del Concorso «Reine Elisabeth» sull'effigie della regina Elisabetta, di profilo dal lato sinistro, circondato rispettivamente a sinistra e a destra dal marchio del presidente della zecca e dal marchio della zecca di Bruxelles, una testa con elmo dell'Arcangelo Michele. Sopra l'effigie sono indicati gli anni 1937-2012. Sotto l'effigie figura l'iscrizione «QUEEN ELISABETH COMPETITION». L'indicazione della nazionalità «BE» figura a destra dell'effigie. Sull’anello esterno della moneta figurano le 12 stelle della bandiera dell’Unione europea. |                    | |            |                  |                        |
| | San Marino         | 10º anniversario dell'introduzione in circolazione delle banconote e monete in euro                                   | 130.000    | 19 giugno 2012   | Helmut Andexlinger     |
| Descrizione: al centro il disegno che simboleggia l'importanza che l'euro riveste per la vita dei cittadini (rappresentata dalle persone), gli scambi (la nave), l'industria (la fabbrica) e l'energia (le centrali eoliche). Al di sopra ad arco il nome del paese emettente “SAN MARINO”; in basso le date “2002 • 2012”; sul bordo esterno 12 stelle a cinque punte rappresentanti l'Unione Europea. L'autore del disegno è Helmut Andexlinger, incisore professionista della zecca austriaca, le cui iniziali (AH) compaiono sotto la raffigurazione della torre della BCE. Sull’anello esterno della moneta figurano le 12 stelle della bandiera dell’Unione europea. |                    | |            |                  |                        |
| | Portogallo         | Guimarães capitale europea della cultura                                                                              | 500.000    | 22 giugno 2012   | José de Guimarães      |
| Descrizione: la moneta raffigura tre dei simboli più importanti di Guimarães: il re Alfonso Henriques, la sua spada e una parte del castello della città. Sulla sinistra figura lo stemma del Portogallo e l'indicazione del paese di emissione, «Portogallo». In basso a destra figura il logo di Guimarães capitale della cultura 2012 e il nome dell'artista, «José de Guimarães». Sull’anello esterno della moneta figurano le 12 stelle della bandiera dell’Unione europea. |                    | |            |                  |                        |
| | Monaco             | 500º anniversario della fondazione della Sovranità di Monaco                                                          | 110.000    | 2 luglio 2012    | Robert Prat            |
| Descrizione: nella parte interna della moneta è raffigurato un ritratto di Luciano I Grimaldi di Monaco, di profilo, rivolto a sinistra. Sopra il ritratto, sul lato superiore della parte interna della moneta, è incisa ad arco l'iscrizione «SOUVERAINETÉ DE MONACO» (Sovranità di Monaco). Ai lati dell'iscrizione sono incisi gli anni della ricorrenza («1512», «2012») e due dettagli decorativi. Nella parte inferiore della moneta figurano la cornucopia, marchio della zecca di Parigi, e la «fleurette», simbolo del laboratorio di incisione, rispettivamente a destra e a sinistra del ritratto. Al di sopra del marchio della zecca è incisa l'iscrizione «Lucien Ier» (Luciano I). Sull’anello esterno della moneta figurano le 12 stelle della bandiera dell’Unione europea. |                    | |            |                  |                        |
| | Francia            | 100º anniversario della nascita di Abbé Pierre                                                                        | 1.000.000  | 13 luglio 2012   | Yves Sampo             |
| Descrizione: la moneta raffigura un primo piano dell'Abbé Pierre, con il suo berretto, e il logo della sua fondazione accompagnato dalla dicitura: «Et les autres?» (E gli altri?), che riprende il suo invito ricorrente a non dimenticarsi di aiutare il prossimo. Sulla sinistra, le lettere «RF», che indicano la «Repubblica francese», figurano accanto alla cornucopia, marchio della zecca di Parigi, mentre sulla destra è incisa la «fleurette» a forma di pentagono, simbolo del laboratorio di incisione. Sull’anello esterno della moneta figurano le 12 stelle della bandiera dell’Unione europea. |                    | |            |                  |                        |
| | Finlandia          | 150º anniversario della nascita di Helene Schjerfbeck                                                                 | 2.000.000  | 5 ottobre 2012   | Erja Tielinen          |
| Descrizione: il disegno raffigura un autoritratto stilizzato dell'artista, delimitato a sinistra dal testo «Helene SCHJERFBECK» e a destra dall'iscrizione «1862-1946». Nella parte inferiore della moneta, a sinistra, sono incisi l'anno «2012» e il riferimento al paese «FI». Sull’anello esterno della moneta figurano le 12 stelle della bandiera dell’Unione europea. |                    | |            |                  |                        |
| | Italia             | 100º anniversario della scomparsa di Giovanni Pascoli                                                                 | 15.000.000 | 10 ottobre 2012  | Maria Carmela Colaneri |
| Descrizione: in primo piano il ritratto del poeta romagnolo, Giovanni Pascoli, figura rappresentativa della letteratura italiana di fine ottocento. A destra l'anno di emissione “2012” ed il monogramma della Repubblica Italiana “RI”; a sinistra l'anno della scomparsa “1912”; “R” e “MCC”, sigla dell'autore Maria Carmela Colaneri, ad arco la scritta “G. PASCOLI”. Sull’anello esterno della moneta figurano le 12 stelle della bandiera dell’Unione europea. |                    | |            |                  |                        |
| | Malta              | Maggioranza rappresentativa del 1887 2ª moneta della serie dedicata alla storia costituzionale                        | 400.000    | 15 ottobre 2012  | Ganni Bonnici          |
| Descrizione: il disegno è stato creato dall'artista maltese Gianni Bonnici e raffigura una folla festante, nello sfondo è rappresentato il Palazzo del Governatore a La Valletta. L'iscrizione «MALTA - Majority Representation 1887» forma un semicerchio nella parte superiore del disco interno. Nella parte inferiore è indicato il millesimo di conio, «2012». Sull’anello esterno della moneta figurano le 12 stelle della bandiera dell’Unione europea. |                    | |            |                  |                        |
| | Città del Vaticano | VII Incontro Mondiale delle famiglie                                                                                  | 103.000    | 16 ottobre 2012  | Gabriella Titotto      |
| Descrizione: l'anello interno raffigura una famiglia davanti al Duomo di Milano. La dicitura «VII INCONTRO MONDIALE DELLE FAMIGLIE» è incisa lungo il bordo dell'anello, formando un semicerchio, cui in alto a destra si affianca la scritta «CITTÀ DEL VATICANO». Sulla destra appare l'indicazione dell'anno (2012), mentre sulla sinistra è riportato il nome dell'artista, «G. TITOTTO», seguito dall'indicazione del laboratorio di incisione «LDS Inc». Il marchio della zecca «R» è posizionato in fondo al disegno, tra la raffigurazione della madre e quella del bambino. Sull’anello esterno della moneta figurano le 12 stelle della bandiera dell’Unione europea. |                    | |            |                  |                        |
| | Lussemburgo        | Matrimonio dell'erede al trono Guglielmo di Lussemburgo e Stéphanie de Lannoy                                         | 500.000    | 20 dicembre 2012 | Alain Hoffman          |
| Descrizione: nella parte interna della moneta, sulla sinistra appare l'effigie di sua altezza reale il granduca Enrico, mentre sul lato destro della parte interna è raffigurata l'effigie del granduca ereditario Guillaume parzialmente sovrapposto all'effigie della contessa Stéphanie. Le iscrizioni «PRËNZENHOCHZAÏT» e «LËTZEBUERG» e l'indicazione dell'anno «2012», affiancate dal marchio e dalle iniziali del direttore della zecca figurano in basso, anch'esse nella parte interna della moneta. Sull’anello esterno della moneta figurano le 12 stelle della bandiera dell’Unione europea. |                    | |            |                  |                        |